# Mia Sara
Mia Sara (* 19. Juni 1967 in New York City, USA als Mia Sarapocchiello) ist eine US-amerikanische Schauspielerin italienischer Abstammung.

## Leben
Sara wurde im New Yorker Stadtteil Brooklyn als Tochter einer Stylistin und Fotografin und eines Fotografen geboren. 
Mia Sara begann ihre Karriere 1985 mit 17 Jahren mit der Hauptrolle als Prinzessin Lilly in dem Fantasy-Film Legende neben Tom Cruise. Bekannt wurde sie außerdem durch ihre Rolle als Sloane Peterson im Film Ferris macht blau von 1986, in dem sie die Freundin von Matthew Broderick alias Ferris Bueller spielte.
Sie spielte danach zahlreiche Film- und Fernsehrollen, darunter im Jahr 1994 an der Seite von Jean-Claude Van Damme in dem Film Timecop. Für diese Rolle erhielt Mia Sara auch einen Saturn Award als „Beste Nebendarstellerin“ von der Academy of Science Fiction, Fantasy and Horror Films. 
Im Jahr 1996 heiratete sie Jason Connery, den Sohn von Sean Connery, den sie bei gemeinsamen Dreharbeiten zum Film The Palmer Files: Der Rote Tod kennengelernt hatte. 1997 kam ihr gemeinsamer Sohn zur Welt. Die Ehe wurde 2002 geschieden. Mit Brian Henson, dem Sohn von Jim Henson, hat Sara eine gemeinsame Tochter.
Nach einer längeren Pause ab 2013 war sie 2024 in dem Film The Life of Chuck auf der Leinwand zu sehen.

## Auszeichnungen
- 1995: Saturn Award als beste Nebendarstellerin für Timecop

## Filmografie (Auswahl)
- 1985: Legende (Legend)
- 1986: Ferris macht blau (Ferris Bueller’s Day Off)
- 1987: Queenie (Fernsehfilm, 2 Folgen)
- 1988: Shadows in the Storm – Die dunklen Schatten der Leidenschaft (Shadows in the Storm)
- 1988: Die Nacht der Dämonen (Apprentice to Murder)
- 1988: Alfred Hitchcock zeigt (Alfred Hitchcock Presents, Fernsehserie, 1 Folge)
- 1989: Big Time (Fernsehfilm)
- 1989: Die Champagner – Dynastie (Till We Meet Again, Fernsehserie, 2 Folgen)
- 1990: Daughter of Darkness (Fernsehfilm)
- 1990: Im Zeichen des Krebs (Any Man's Death)
- 1991: Arizona – Killer (A Climate for Killing)
- 1991: Das Duell der Meister (By the Sword)
- 1992: Sanfte Augen lügen nicht (A Stranger Among Us)
- 1992: Der Ruf der Wildnis (Call of the Wild, Fernsehfilm)
- 1993: Time Trax – Zurück in die Zukunft (Time Trax, Fernsehserie, 2 Folgen)
- 1993: Blindsided (Fernsehfilm)
- 1994: Augenblicke des Todes (Caroline at Midnight)
- 1994: Timecop
- 1995: Peking Express (Fernsehfilm)
- 1995: Der Psychopath (The Maddening)
- 1995: The Palmer Files: Der Rote Tod  (Bullet to Beijing, Fernsehfilm)
- 1995: The Set Up
- 1995: Tage der Angst (Black Day Blue Night)
- 1995: Die Sache mit den Frauen (The Pompatus of Love)
- 1995–1996: Chicago Hope – Endstation Hoffnung (Chicago Hope, Fernsehserie, 2 Folgen)
- 1996: The Palmer Files: Herren der Apokalypse (Midnight in Saint Petersburg, Fernsehfilm)
- 1996: Strangers (Fernsehserie, 1 Folge)
- 1996: Im Auge des Hurricane (Undertow, Fernsehfilm)
- 1997: 20.000 Meilen unter dem Meer (20,000 Leagues Under the Sea) (Fernsehfilm)
- 1998: Logan: Ein Bulle unter Verdacht (Hard Time, Fernsehfilm)
- 1999: Dazzle
- 1999: Descent (Kurzfilm)
- 2001: Jagd auf den Schatz der Riesen (Jack and the Beanstalk: The Real Story, Fernsehfilm, 2 Teile)
- 2001: The Impossible Elephant
- 2002: Turn of Faith
- 2002: Lost in Oz (Fernsehfilm)
- 2002–2003: Birds of Prey (Fernsehserie, 13 Folgen)
- 2003: Hoodlum & Son
- 2005: CSI: New York (CSI: NY, Fernsehserie, 1 Folge)
- 2006: Stephen King’s Alpträume (Nightmares & Dreamscapes: From the Stories of Stephen King, Fernsehserie, 1 Folge)
- 2007: Tinseltown (Kurzfilm)
- 2012: Die Hexen von Oz (Dorothy and the Witches of Oz, Fernsehserie)
- 2013: Pretty Pretty (Kurzfilm)
- 2024: The Life of Chuck